# تقی رستگار مقدم
تقی رستگار مقدم (متولد ۲۸ بهمن ۱۳۳۸ در قم) نظامی ایرانی بود که مسئولیت واحد آموزش و تاکتیک لشکر ۲۷ محمد رسول‌الله را در جنگ ایران و عراق بر عهده داشت. وی یکی از ۴ دیپلمات ربوده شده ایران در لبنان در سال ۱۳۶۱ است.
رستگار مقدم پس از پیروزی انقلاب برای مقابله با غائله کردستان راهی غرب کشور شد. در کردستان با احمد متوسلیان آشنا شد. وی در سال ۱۳۵۸ به سپاه پاسداران انقلاب اسلامی پیوست.
رستگار مقدم و احمد متوسلیان بعد از فتح خرمشهر یکی از چند فرمانده‌ای بودند که در یک جلسه خصوصی از چگونگی فتح خرمشهر گزارشی به سید روح‌الله خمینی ارائه دادند.

## زندگی
محمد تقی رستگار مقدم در بهمن ماه سال ١۳۳۸ درقم و در خانواده ای مذهبی متولد شد. تحصیلات خود را در زادگاهش به پایان رساند و به همراه مردم در فعالیتهای سیاسی نقش ایفا کرد.
پس از پیروزی انقلاب برای مبارزه با شورش کردها به مریوان و بانه رفت. در آنجا  بود که با احمد متوسلیان آشنا شد و در عملیاتهای محمد رسول الله، فتح المبین و الی بیت المقدس در کنار او حضور داشت.
رستگارمقدم پس از تشکیل لشکر ۲۷ محمد رسول اللّه، توسط احمد متوسلیان مسئول واحد آموزش تاکتیک لشکر۲۷ محمد رسول اللّه شد.

## ربوده شدن
به دنبال محاصره سفارت ایران در لبنان در ۱۴ تیر سال ۱۳۶۱، رستگار مقدم به همراه احمد متوسلیان فرمانده لشکر ۲۷ محمد رسول‌الله کاظم اخوان خبرنگار و عکاس خبرگزاری ایرنا و سید محسن موسوی کاردار سفارت جمهوری اسلامی ایران در لبنان راهی لبنان شدند. آنها در پست بازرسی برباره توسط عناصر شبه نظامی متحد اسرائیل موسوم به نیروهای لبنانی  فالانژیست‌ها دستگیر و به نقطه نامعلومی انتقال داده شدند.
سمیر جعجع یکی از رهبران فالانژها پس از آزادی از زندان اعتراف کرد که گروگان‌های ایرانی به نیروهای وی تحویل داده شده و سپس توسط آنان کشته شده‌اند ولیکن مقامات ایرانی این ادعا را مشکوک دانسته‌اند.
هاشمی رفسنجانی در خاطرات سال ۱۳۶۷ خود می‌نویسد:
«فرستاده رئیس‌جمهور کنیا آمد. اطلاع داد که گروگان‌های ما در لبنان همان سال ۶۲ شهید شده‌اند و خواستار مبادله گروگان‌های انگلیسی و سه اسرائیلی با ۹۰ اسیر شیعه در اسرائیل شد. گفتم اسامی اسرای مورد نظر و آثار گروگان‌های ما را بیاورند.»
وی در خاطرات سال ۱۳۶۹ در جریان کمک به آزاد سازی گروگانهای آمریکایی در لبنان به پیامی از جرج بوش -رئیس‌جمهور وقت ایالات متحده- اشاره می‌کند و می‌نویسد:
«اطلاعات آمریکا می‌گوید گروگان‌های ایرانی در دست مارونی‌ها در همان روزهای اول کشته شده‌اند ولی باز هم آنها آمادگی دارند که پیگیری مسئله آن گروگان‌ها را ادامه دهند.»
به گفته مرکز انقلاب اسلامی «اگرچه ابتدا گفته می‌شد که سید محسن موسوی کاردار جمهوری اسلامی ایران در بیروت و همراهانش کشته شده‌اند؛ اما شواهد و مدارک موجود، حاکی از آن است که آنها در اسارت اسرائیل می‌باشند.»
حسین دهقان وزیر دفاع اسبق ایران در سوم خرداد ۱۳۹۵ خبر داد احمد متوسلیان و دیپلمات‌های ربوده شدهٔ ایرانی زنده‌اند و در اسارت اسرائیل هستند. پیش از این نیز غضنفر رکن‌آبادی سفیر اسبق ایران در لبنان از زنده بودن دیپلمات‌های ایرانی خبر داده بود.

## کمین ژوئیه ۸۲
"حمید داودآبادی" کتابی با نام "کمین ژوئیه ۸۲" نوشته که روزشمار ربع قرن گروگان‌گیری چهار دیپلمات ایرانی از سال ۱۳۶۱ تا ۱۳۸۴ است که به زبان انگلیسی هم ترجمه شده‌است.
نویسنده در این کتاب تلاش کرده‌است تا روزشماری از کلیه اخبار و وقایع اتفاق افتاده از ۱۴ تیر ۱۳۶۱ (چهارم ژوئیه ۱۹۸۲ - روز ربوده شدن چهار دیپلمات) تا تابستان ۱۳۸۴ را گردآوری نماید.